# 22 juin 2004
Le mardi 22 juin 2004 est le 174e jour de l'année 2004.

## Décès
- Carlton Skinner (né le 8 avril 1913), homme politique américain
- Jacques Martin (né le 16 avril 1952), coureur cycliste belge (1952-2004)
- Jean-Loup Manoussi (né le 28 juin 1947), journaliste français
- Robert Bemer (né le 8 février 1920),  ingénieur en aéronautique et informaticien américain
- Thomas Gold (né le 22 mai 1920), astrophysicien et un cosmologiste d'origine autrichienne

## Événements
- Russie : Des raids menés par des rebelles tchéthènes dans plusieurs localités d'Ingouchie, cette nuit, font quarante-huit morts, notamment parmi les forces du ministère de l'Intérieur de cette république située à l'ouest de la Tchétchénie en guerre. L'Ingouchie était jusqu'à ce jour épargnée par la guerre.
- France : un autocar marocain est accidenté sur l'autoroute A10, au sud de Poitiers, faisant onze morts et trente-neuf blessés. Selon les rescapés, le conducteur a perdu le contrôle du véhicule après avoir tenté de dépasser un poids lourd. Il s'était rabattu ensuite avant que l'autocar n'effectue un tonneau au-dessus du rail de sécurité et se retourne sur le bas-côté.
- Sortie de l'album A Ghost Is Born du groupe de rock contemporain américain Wilco
- Création des armoiries de la Tchétchénie
- Draft d'expansion NBA 2004
- Sortie de l'album In a Safe Place du groupe The Album Leaf
- Sortie de l'album Inferno du groupe britannique Motörhead
- Création de l'Institut supérieur d'informatique de Mahdia
- Création de l'Institut supérieur des études technologiques de Kasserine
- Publication de La Peur dans la peau, roman d'Eric Van Lustbader
- Sortie de la chanson Let's Get It Started du groupe américain The Black Eyed Peas
- Sortie de la chanson The End of the World du groupe The Cure
- Sortie de l'lalbum The Will to Death de John Frusciante